# Европско првенство у кошарци 2011 — Група Е
Група Е је на Европском првенству у кошарци 2011. своје утакмице одиграла између 7. и 11. септембра 2011. Све утакмице ове групе су игране у Сименс арени, Вилњус, Литванија.
Група је била састављена од три најбоља тима из група А и Б. Четири најбоља тима из ове групе су се пласирала у четвртфинале.

## 7. септембар

### Немачка — Шпанија
| 7. септембар 15:30 | Извештај | Немачка                                                      | 68 : 77 | Шпанија                                    | Сименс арена, Вилњус Гледаоци: 3.500 |  |
| 7. септембар 15:30 | Извештај | Четвртине: 15:16, 18:20, 22:20, 13:21                        |         |                                            | Сименс арена, Вилњус Гледаоци: 3.500 |  |
| 7. септембар 15:30 | Извештај | Поени: Новицки 19 Скокови: Кејмен 12 Асистенције: Шафарцик 3 |         | М. Гасол 24 П. Гасол 7 Наваро, Фернандез 5 | Сименс арена, Вилњус Гледаоци: 3.500 |  |

### Турска — Француска
| 7. септембар 18:00 | Извештај | Турска                                                     | 64 : 68 | Француска                   | Сименс арена, Вилњус Гледаоци: 5.500 |  |
| 7. септембар 18:00 | Извештај | Четвртине: 14:12, 13:19, 17:26, 20:11                      |         |                             | Сименс арена, Вилњус Гледаоци: 5.500 |  |
| 7. септембар 18:00 | Извештај | Поени: Туркоглу 13 Скокови: Ашик 11 Асистенције: Тунчери 3 |         | Паркер 20 Паркер 6 Паркер 5 | Сименс арена, Вилњус Гледаоци: 5.500 |  |

### Србија — Литванија
| 7. септембар 21:00 | Извештај | Србија                                                         | 90 : 100 | Литванија                                            | Сименс арена, Вилњус Гледаоци: 11.000 |  |
| 7. септембар 21:00 | Извештај | Четвртине: 24–26, 20–28, 24–24, 22–22                          |          |                                                      | Сименс арена, Вилњус Гледаоци: 11.000 |  |
| 7. септембар 21:00 | Извештај | Поени: Крстић 21 Скокови: четири играча 4 Асистенције: Рашић 4 |          | Калнијетис 19 Јанкунас 7 Јасикевичијус, Калнијетис 7 | Сименс арена, Вилњус Гледаоци: 11.000 |  |

## 9. септембар

### Шпанија — Србија
| 9. септембар 15:30 | Извештај | Шпанија                                                       | 84 : 59 | Србија                                  | Сименс арена, Вилњус Гледаоци: 4.000 |  |
| 9. септембар 15:30 | Извештај | Четвртине: 23–14, 20–18, 27–17, 14–10                         |         |                                         | Сименс арена, Вилњус Гледаоци: 4.000 |  |
| 9. септембар 15:30 | Извештај | Поени: П. Гасол 26 Скокови: М. Гасол 10 Асистенције: Наваро 5 |         | Крстић 12 Крстић 7 Теодосић, Марковић 6 | Сименс арена, Вилњус Гледаоци: 4.000 |  |

### Немачка — Турска
| 9. септембар 18:00 | Извештај | Немачка                                                             | 73 : 67 | Турска                     | Сименс арена, Вилњус Гледаоци: 6.000 |  |
| 9. септембар 18:00 | Извештај | Четвртине: 6:13, 17:13, 25:20, 25:21                                |         |                            | Сименс арена, Вилњус Гледаоци: 6.000 |  |
| 9. септембар 18:00 | Извештај | Поени: Кејмен 20 Скокови: Новицки, Кејмен 7 Асистенције: Шафарцик 5 |         | Ашик 19 Ашик 11 Туркоглу 3 | Сименс арена, Вилњус Гледаоци: 6.000 |  |

### Литванија — Француска
| 9. септембар 21:00 | Извештај | Литванија                                                           | 67 : 73 | Француска                 | Сименс арена, Вилњус Гледаоци: 11.000 |  |
| 9. септембар 21:00 | Извештај | Четвртине: 16:18, 12:16, 18:9, 21:30                                |         |                           | Сименс арена, Вилњус Гледаоци: 11.000 |  |
| 9. септембар 21:00 | Извештај | Поени: Јасаитис 13 Скокови: Јанкунас 9 Асистенције: Јасикевичијус 6 |         | де Коло 21 Ноа 13 Батум 3 | Сименс арена, Вилњус Гледаоци: 11.000 |  |

## 11. септембар

### Србија — Турска
| 11. септембар 15:30 | Извештај | Србија                                                                | 68 : 67 | Турска                                     | Сименс арена, Вилњус Гледаоци: 3.000 |  |
| 11. септембар 15:30 | Извештај | Четвртине: 18:11, 17:16, 21:26, 12:14                                 |         |                                            | Сименс арена, Вилњус Гледаоци: 3.000 |  |
| 11. септембар 15:30 | Извештај | Поени: Теодосић 20 Скокови: Теодосић, Тепић 8 Асистенције: Теодосић 5 |         | Онан, Кантер 11 Ашик 10 Туркоглу, Арслан 2 | Сименс арена, Вилњус Гледаоци: 3.000 |  |

### Француска — Шпанија
| 11. септембар 18:00 | Извештај | Француска                                                        | 69 : 96 | Шпанија                       | Сименс арена, Вилњус Гледаоци: 7.000 |  |
| 11. септембар 18:00 | Извештај | Четвртине: 22:21, 16:18, 10:29, 21:28                            |         |                               | Сименс арена, Вилњус Гледаоци: 7.000 |  |
| 11. септембар 18:00 | Извештај | Поени: Серафен 18 Скокови: Дијао 5 Асистенције: Батум, де Коло 2 |         | Наваро 16 Ибака 7 Фернандез 6 | Сименс арена, Вилњус Гледаоци: 7.000 |  |

### Литванија — Немачка
| 11. септембар 21:00 | Извештај | Литванија                                                           | 84 : 75 | Немачка                      | Сименс арена, Вилњус Гледаоци: 11.000 |  |
| 11. септембар 21:00 | Извештај | Четвртине: 21:17, 16:16, 21:19, 26:23                               |         |                              | Сименс арена, Вилњус Гледаоци: 11.000 |  |
| 11. септембар 21:00 | Извештај | Поени: Каукенас 19 Скокови: Јасаитис 9 Асистенције: Јасикевичијус 4 |         | Кејмен 25 Кејмен 11 Кејмен 2 | Сименс арена, Вилњус Гледаоци: 11.000 |  |

## Табела
| Табела групе Е | ИГ | Д | И | П+  | П-  | Разл. | Бод. |
| -------------- | -- | - | - | --- | --- | ----- | ---- |
| Шпанија        | 5  | 4 | 1 | 405 | 340 | +65   | 9    |
| Француска      | 5  | 4 | 1 | 383 | 388 | -5    | 9    |
| Литванија      | 5  | 3 | 2 | 405 | 397 | +8    | 8    |
| Србија         | 5  | 2 | 3 | 388 | 412 | -24   | 7    |
| Немачка        | 5  | 1 | 4 | 345 | 379 | -34   | 6    |
| Турска         | 5  | 1 | 4 | 331 | 341 | -10   | 6    |